# Улица Степана Шутова
Улица Степа́на Шу́това расположена в Юго-Восточном административном округе города Москвы на территории района Люблино.

## История
Названа 14 апреля 1971 года в память Степана Фёдоровича Шутова (1902—1963) — танкиста, участника обороны Москвы, дважды Героя Советского Союза. До строительства Кузьминского водонапорного узла в 1979-м улица продолжалась на 1,5 км в сторону Ставропольской улицы, соединяясь с ней недалеко от главного входа на Люблинское кладбище. Впоследствии протяженность улицы была укорочена вдвое, из-за расширения парковой зоны Кузьминского леса.